# Latvijas PSR čempionāts futbolā 1974
L'edizione 1974 del massimo campionato di calcio lettone fu la 30ª come competizione della Repubblica Socialista Sovietica Lettone; il titolo fu vinto dallo VEF Riga, giunto al suo quarto titolo.

## Formato
Il campionato era formato da dodici squadre che si incontrarono in gare di andata e ritorno per un totale di 22 turni; erano assegnati due punti alla vittoria, un punto al pareggio e zero per la sconfitta.
Al termine della stagione regolare, VEF ed Elektrons si classificarono primi a pari merito; fu pertanto necessario disputare uno spareggio, vinto dal VEF per 9-1.

## Classifica finale
|  | Pos. | Squadra            | Pt | G  | V  | N  | P  | GF | GS | DR  |
|  | ---- | ------------------ | -- | -- | -- | -- | -- | -- | -- | --- |
|  | 1.   | VEF Riga           | 37 | 22 | 15 | 7  | 0  | 59 | 15 | +44 |
|  | 1.   | Elektrons Rīga     | 37 | 22 | 17 | 3  | 2  | 51 | 20 | +31 |
|  | 3.   | Enerģija Rīga      | 32 | 22 | 12 | 8  | 2  | 37 | 20 | +17 |
|  | 4.   | Lielupe Jurmala    | 27 | 22 | 9  | 9  | 4  | 35 | 21 | +14 |
|  | 5.   | Starts             | 22 | 22 | 7  | 8  | 7  | 43 | 43 | +0  |
|  | 6.   | RPI Riga           | 21 | 22 | 7  | 7  | 8  | 27 | 34 | -7  |
|  | 7.   | RĖZ Riga           | 19 | 22 | 7  | 5  | 10 | 30 | 36 | -6  |
|  | 8.   | Venta              | 19 | 22 | 6  | 7  | 9  | 28 | 37 | -9  |
|  | 9.   | Radiotehnikis Riga | 17 | 22 | 2  | 13 | 7  | 25 | 38 | -13 |
|  | 10.  | Ķīmiķis            | 16 | 22 | 5  | 6  | 11 | 27 | 50 | -23 |
|  | 11.  | Jūrnieks           | 14 | 22 | 5  | 4  | 13 | 32 | 43 | -11 |
|  | 12.  | Daugava Liepaja    | 3  | 22 | 1  | 1  | 20 | 15 | 52 | -37 |

### Spareggio per il titolo
- VEF Riga 9-1  Elektrons Rīga